# Beni Salah
Beni Salah (en árabe: بني صالح‎, en francés: Bni Salah) es un municipio marroquí en la región de Tánger-Tetuán-Alhucemas. Desde 1912 hasta 1956 perteneció a la zona norte del Protectorado español de Marruecos.